# لئوسدن
لئوسدن (به هلندی: Leusden) یک منطقهٔ مسکونی در هلند است که در استان اوترخت واقع شده‌است. لئوسدن ۳ متر بالاتر از سطح دریا واقع شده‌است.

## نگارخانه

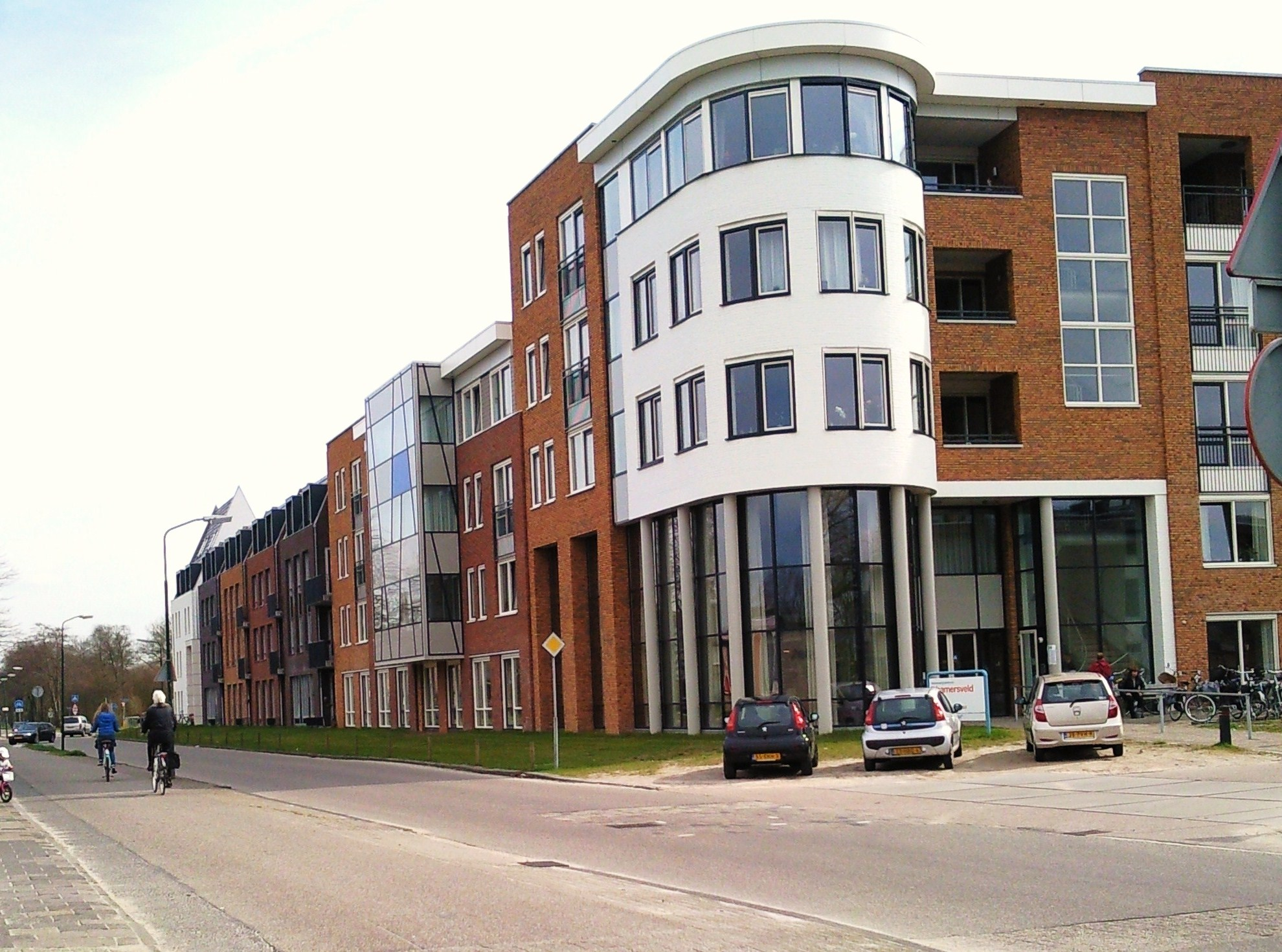
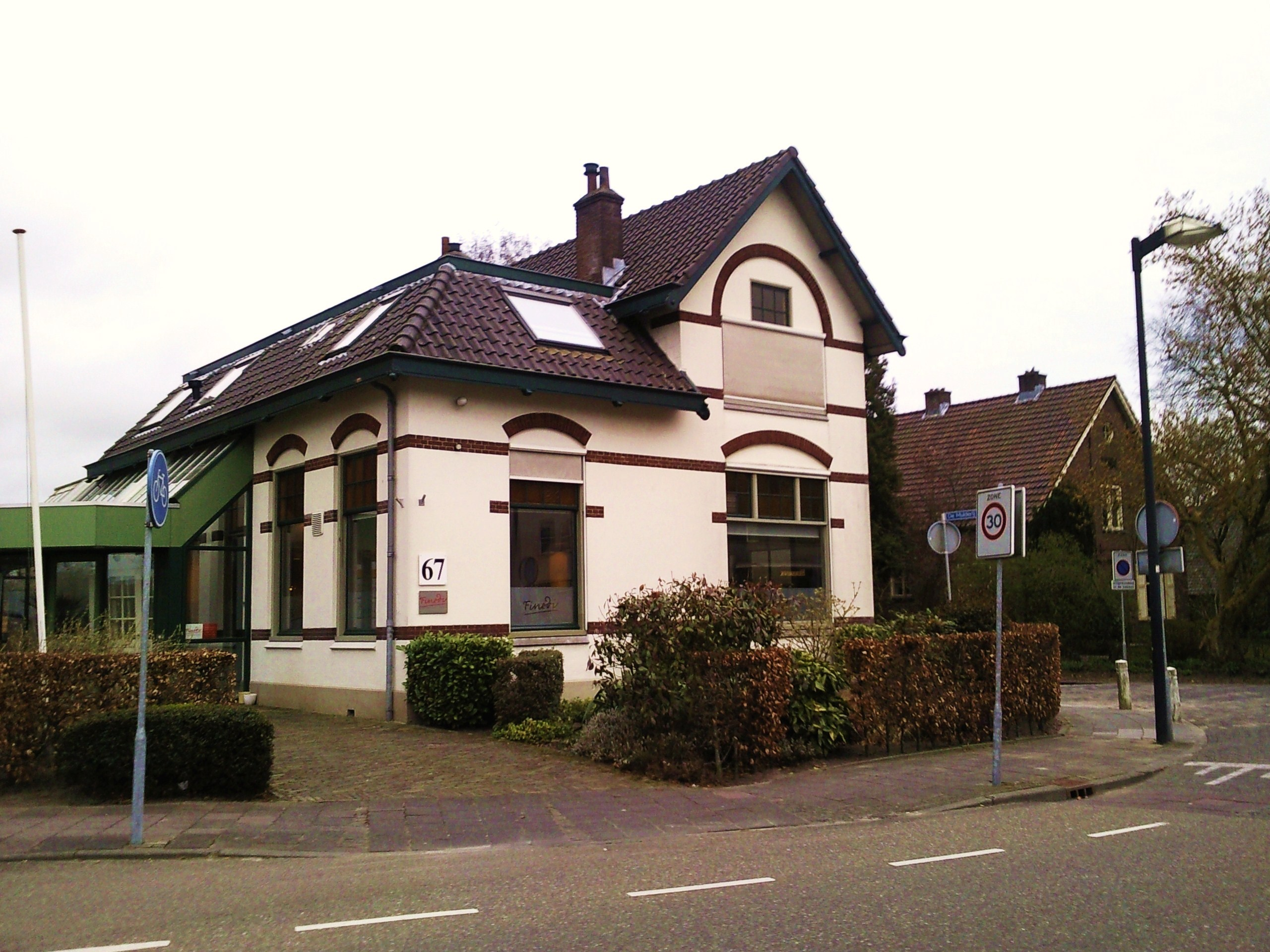
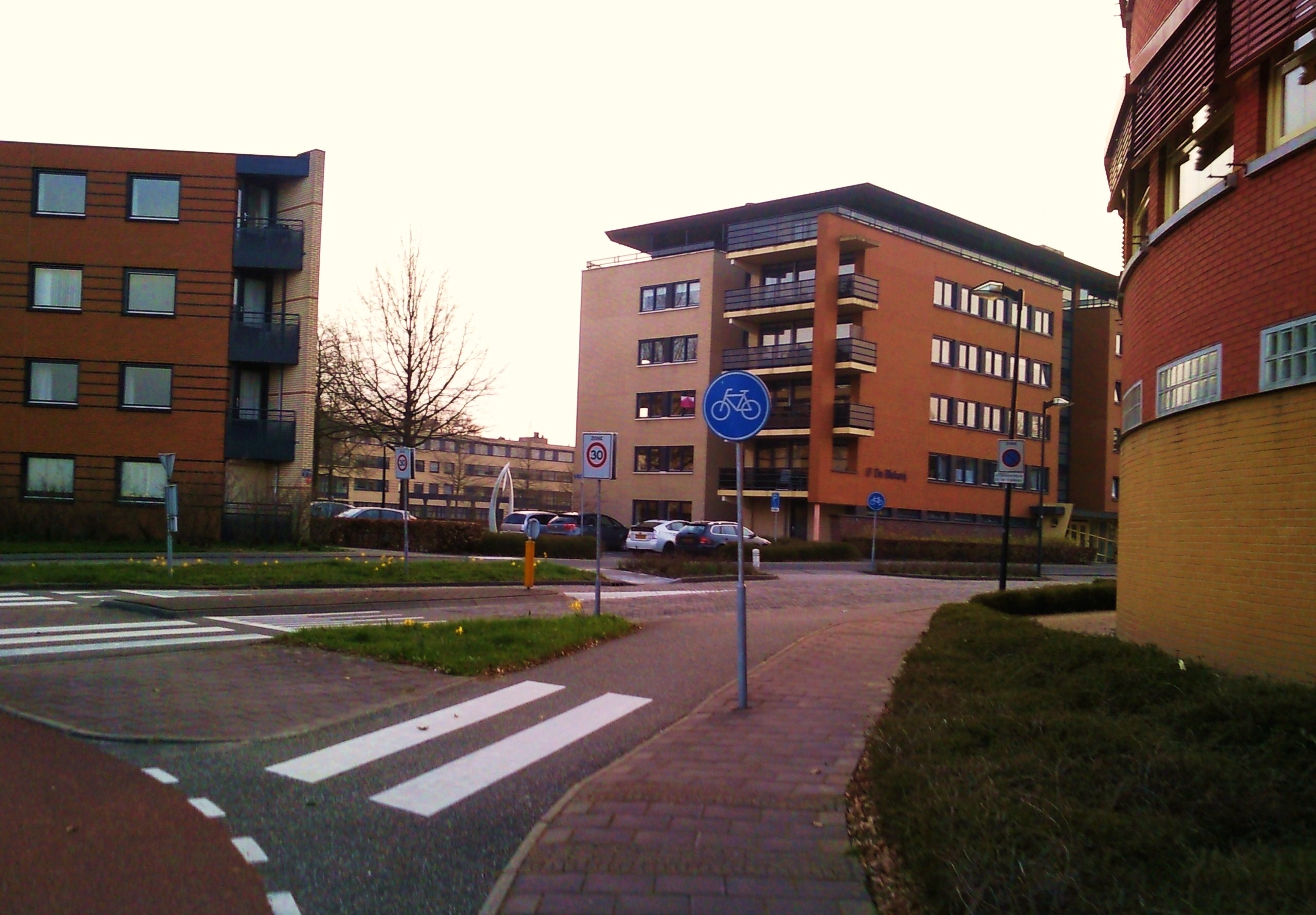
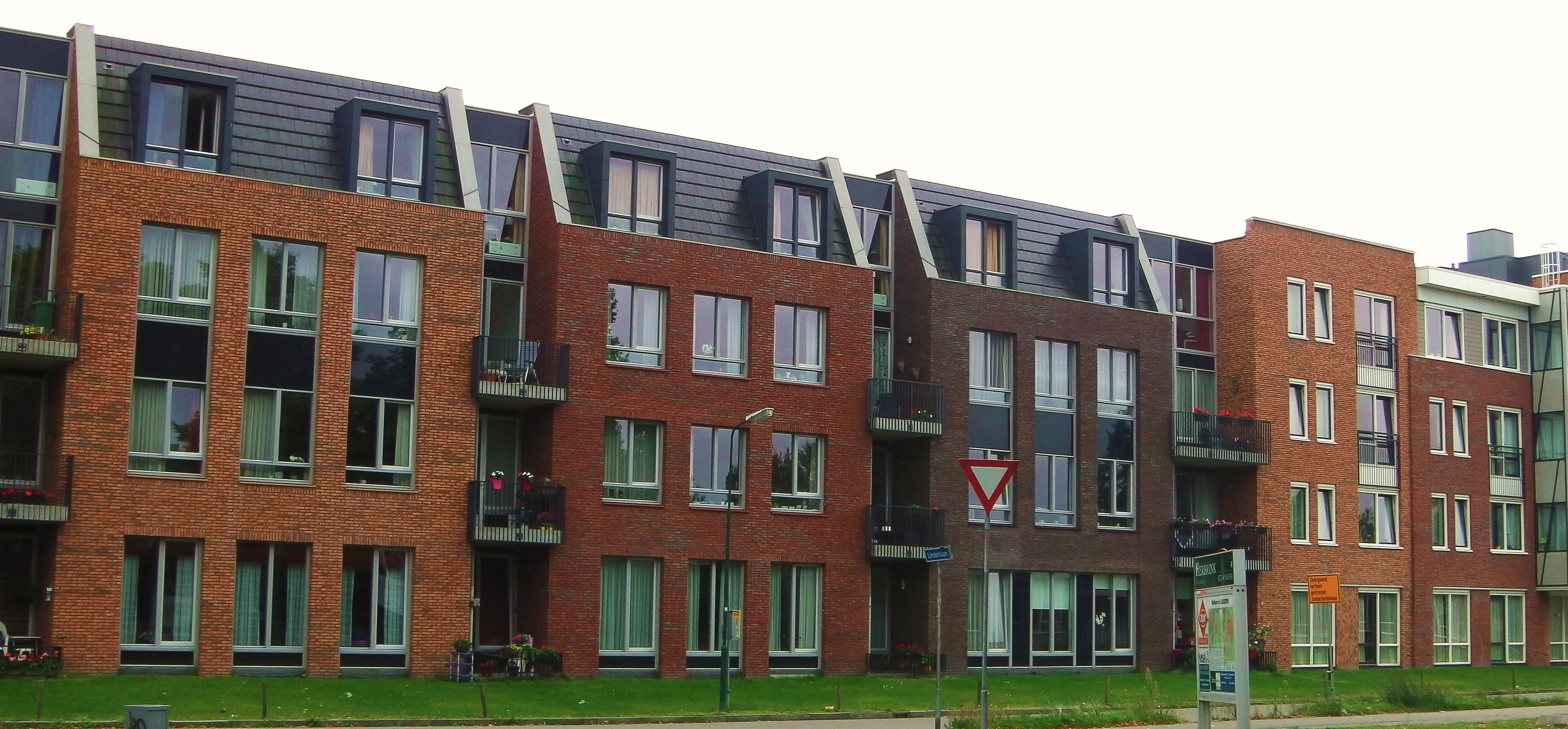